# Bibliopolis
Bibliopolis ist der Name eines italienischen wissenschaftlichen Buchverlags in Neapel.
Der Verlag wurde 1976 in Neapel von Francesco del Franco gegründet und hat sich mit seinem Programm vor allem auf Publikationen im Bereich der Philosophie und der Geisteswissenschaften spezialisiert. Zahlreiche Buchreihen erscheinen in Zusammenarbeit mit wissenschaftlichen Institutionen, allen voran dem ebenfalls in Neapel ansässigen Istituto Italiano per gli Studi Filosofici, darunter etwa Quelleneditionen zur antiken Philosophie unter dem Titel La Scuola di Epicuro und La Scuola di Platone, die Schriftenreihe Elenchos mit der gleichnamigen Zeitschrift, die vom Centro di Studio del Pensiero Antico an der Universität Rom herausgegeben wird, sowie die Nationaledition der Werke von Benedetto Croce. Als wissenschaftlicher Fachverlag veröffentlicht der Verlag nicht nur in italienischer Sprache, sondern ebenso in anderen Sprachen. So finden sich etwa die von Karl-Heinz Ilting herausgegebenen Vorlesungsmanuskripte von Hegel auch im Verlagsprogramm.